# Aqualys
Aqualys était le nom commercial, utilisé de 2000 à 2011, d'une relation ferroviaire entre Paris-Austerlitz, Orléans, Blois et Tours.

## Historique
Bien que cette relation existait depuis très longtemps, le nom Aqualys, qui associe l'aspect aquatique de la Loire et le lys, est apparu en 2000. En 2001, cinquante-cinq voitures Corail utilisées sur la ligne, toutes aptes à la vitesse de 200 km/h, sont rénovées (sièges, peinture et aménagements intérieurs) pour un montant de 59,4 millions de francs. 
Aqualys était donc le nom commercial des circulations, et non celui de la voie ferrée, qui est la ligne historique de la Compagnie du Chemin de fer de Paris à Orléans reliant Paris à Orléans et Bordeaux. L'une des premières lignes du réseau ferré national à avoir été électrifiée.
La ligne est intégralement électrifiée en 1500 V continu.
Les Aqualys ne desservaient pas toutes les gares du parcours. La desserte de certaines gares se faisant par des TER Orléans - Blois - Tours, Orléans - Étampes - Paris-Austerlitz et le RER C sur Étampes - Paris-Austerlitz.
La ligne autorise la vitesse maximale de 200 km/h entre Étampes et Tours, c'est pourquoi les temps de parcours sont relativement courts pour une relation sur ligne classique.
Les trains Aqualys partageaient la ligne avec les trains régionaux du réseau TER Centre-Val de Loire entre Tours et Orléans, Orléans - Étampes - Paris, les Talgo Paris-Madrid, les Interloire et les trains de fret.
À l'apparition des Aqualys, des modifications ont eu lieu avec la desserte de la gare d'Orléans. Étant une gare terminus, elle n'était pas desservie par les liaisons Tours-Paris, les trains s'arrêtant en gare des Aubrais ; une navette assurait la correspondance jusqu'à Orléans.
La gare d'Orléans était desservie par la plupart des Aqualys. Cette desserte imposait un rebroussement, ce qui allongeait le temps de parcours d'environ 10 minutes, compensé par la vitesse des trains (200 km/h).
En décembre 2011, les Aqualys sont supprimés et remplacés par des Intercités. Les trains entre Paris et Tours ne desservent plus la gare d'Orléans et sont réduits à quatre allers-retours par jour contre une quinzaine auparavant. Ces trains desservent désormais les gares des Aubrais, Blois, Amboise, Saint-Pierre-des-Corps et Tours. La gare d'Orléans est désormais le terminus des Intercités Paris - Orléans. Les voyageurs désirant se rendre dans les gares situées entre Orléans et Tours doivent emprunter une correspondance par TER.

## Matériel roulant
Voitures
- 55 voitures Corail rénovées avec une livrée spécifique Aqualys[1].

Traction
- BB 9200 (jusqu'en décembre 2010)
- BB 26000
- BB 7200
- BB 22200

## Service
Jusqu'en décembre 2011 les Aqualys desservaient les gares de :
- Tours
- Saint-Pierre-des-Corps
- Amboise
- Onzain
- Blois
- Mer
- Beaugency
- Meung-sur-Loire
- Orléans
- Les Aubrais
- Paris-Austerlitz

## Dessertes
- Express : Tours - Saint-Pierre-des-Corps - Blois - Les Aubrais-Orléans - Paris-Austerlitz. Temps de parcours d'environ 1h25 pour Blois-Paris.
- Semi express : Tours - Saint-Pierre-des-Corps - Amboise - Onzain - Blois - Mer - Beaugency - Meung-sur-Loire - Orléans - Les Aubrais-Orléans - Paris-Austerlitz. Temps de parcours d'environ 1h45 Pour Blois-Paris (180 km).
- Paris Orléans : Paris-Austerlitz - Les Aubrais-Orléans - Orléans.